# Karl Culmann
Pour les articles homonymes, voir Culmann.
Karl Culmann (10 juillet 1821 à Bad Bergzabern, en Rhénanie, † le 9 décembre 1881 à Riesbach, auj. faubourg de Zurich) est un ingénieur allemand. Il enseigna le calcul des structures et  la résistance des matériaux au Polytechnikum de Zurich, et il est principalement connu comme l'auteur de La Statique graphique (1864). 

## Influence familiale
Le grand-père de Culmann, Philipp-Friedrich, était un pasteur qui, comme beaucoup de Rhénans, était acquis aux idéaux de la Révolution française par défiance du despotisme éclairé et par crainte de l'impérialisme de la Prusse. Lorsque les troupes françaises occupèrent la Rhénanie (1792), il devint maire de Bergzabern. Il éleva ses enfants dans le respect des institutions républicaines. Un de ses fils, Friedrich-Jakob (1787-1849), oncle de Karl, réussit le concours d'entrée à l'École Polytechnique et poursuivit une carrière d'officier d'artillerie sous l'Empire. Lorsqu'en 1816 la France dut abandonner la Rhénanie (dès lors rattachée au royaume de Bavière), Friedrich Jakob Culmann opta pour la nationalité française et devint par la suite directeur de la manufacture d'armes de Tulle (1830 -1836) puis professeur de physique et chimie à l’École d'application de l'artillerie et du génie à Metz ; en 1848 il fut élu député du Bas-Rhin.

## Scolarité
Le jeune Karl fut influencé de façon décisive par son oncle :
À l'âge de quinze ans, il fréquenta pendant un an le collège de Wissembourg, où il se distingua dans les mathématiques ; il alla ensuite à Metz où, sous la direction de son oncle (...) il se prépara à entrer à l'École Polytechnique de Paris. Il avait, par ses relations avec son oncle et avec quelques officiers et ingénieurs sortis de l'École Polytechnique, conçu une grande admiration pour les études qu'on y faisait, et son plus ardent désir fut, dès lors, d'y entrer.
Frappé par l’épidémie de choléra qui balayait alors l'Europe , Karl dut interrompre sa préparation. Ses parents l'envoyèrent terminer ses études secondaires à l'école préparatoire de Kaiserslautern (1835), puis il étudia le génie civil à l'institut polytechnique de Karlsruhe (1838-1841).

## Années de formation
Recruté par les chemins de fer de Bavière, une institution royale nouvellement créée avec l'idée d’en concéder plus 
tard l'exploitation, il fut assistant puis projeteur de la ligne Nuremberg-Bamberg sous les ordres de l'ingénieur F. A. Pauli. La voie ferrée devait traverser la chaîne du Fichtel, avec des contraintes telles que Culmann s'intéressa à la technologie des locomotives anglaises et américaines, plus puissantes dans les côtes et tolérant un rayon de courbure plus réduit.
Après huit années de maîtrise d'œuvre, au cours desquelles il dirigea notamment la construction du viaduc de Moschendorf, un pont de 180 m de portée franchissant la Saale par neuf arches de 16,50 m d'ouverture, il obtint du gouvernement bavarois une bourse pour un voyage d'étude en Angleterre et aux États-Unis. C'est pendant ce voyage de deux ans (1849-50), qu'impressionné par les ponts en fer forgé anglais et les ponts de bois américains, il  jeta les bases de sa théorie des structures en treillis. Il ramena également de ce voyage des notes sur le télégraphe électrique.

## Professeur à Zurich
De retour en Bavière, il assista à l'achèvement de la ligne de Bamberg (1851). L'année suivante il fut promu chef de section et affecté à la réalisation du tronçon Augsbourg-Ulm avec des bureaux à Vilshofen. Entretemps, le compte-rendu de son voyage de 1850 publié dans l'Allgemeiner Bauzeitung l'avait fait connaître, et les fondateurs du Polytechnikum de Zurich lui proposèrent une chaire de Sciences de l'Ingénieur.
Installé en Suisse, Culmann conduisit plusieurs projets pour le parlement fédéral, parmi lesquels presque tous les ponts, ainsi qu'un projet de tramway à chevaux pour la ville de Zurich. Il organisa le dénombrement des torrents de la Suisse méridionale. En tant que professeur, il forma une pléiade d'ingénieurs fameux : Maurice Koechlin, Wilhelm Ritter, Emil Winkler. Son enseignement, ainsi que celui de Heinrich Weber pour les sciences physiques, contribua de façon décisive à la réputation du Polytechnikum de Zurich.
Il succomba à une pleurésie (1881), et fut enterré au cimetière Sihfeld de Zurich.

## LaStatique graphique
Son chef-d'œuvre, la Statique graphique (Die graphische Statik), parut en 1864 (avec une édition augmentée en 1866). Traitant des applications du dessin au dimensionnement des structures, elle est l'expression du credo de l'auteur : « Le dessin est la langue de l'ingénieur ». Les procédés de construction graphique de Culmann, inspirés des idées de Mascheroni, de Poncelet (pour les soutènements), et de Gabriel Lamé et Émile Clapeyron (voûtes), se caractérisent par l'application systématique du polygone funiculaire des forces et par un souci de précision dans les tracés, afin de limiter les erreurs et de contrôler la qualité des résultats. Ils connurent un succès énorme pendant toute la seconde moitié du XIXe siècle et sont à l'origine, au début du XXe siècle, des méthodes d'analyse de la stabilité des talus par cercles de glissement (Fellenius en Suède, Bishop en Grande Bretagne). 
La France réagit plus tardivement (cours de Maurice Lévy, 1877), sans doute pour différentes raisons :
- des techniques propres à chaque type de construction s'étaient imposées à partir de 1830 : le « coin de Coulomb » pour les murs de soutènement, l'« épure de Méry » pour les voûtes, la méthode du trapèze de Poncelet pour les terrassements. Et les bureaux d'études français, comme l'a lui-même noté Culmann, étaient conservateurs à cet égard ;
- les ingénieurs, de formation très mathématique, préféraient aux constructions simples mais précises de Culmann les constructions par inversion polaire, plus sophistiquées, proposées par Luigi Cremona, William Rankine et Maxwell.

Toutefois, la tour Eiffel, conçue par Maurice Koechlin, peut être regardée comme une expression visuelle de la statique graphique.
Bien que la statique graphique soit aujourd'hui tombée en désuétude (calcul analogique dans les années 1950, puis calcul sur ordinateur), elle conserve une valeur pédagogique certaine, au point qu'on trouve aujourd'hui encore couramment dans les livres de cours trois constructions dues à Culmann :
- celle qu'il proposa pour le calcul des structures en treillis[6],
- le cercle, dit « de Mohr », des contraintes[7],
- et la courbe de Culmann pour les murs de soutènement[8], qu'on retrouve, sous une autre forme dans certains calculs de rideau de palplanches.

## Biomécanique

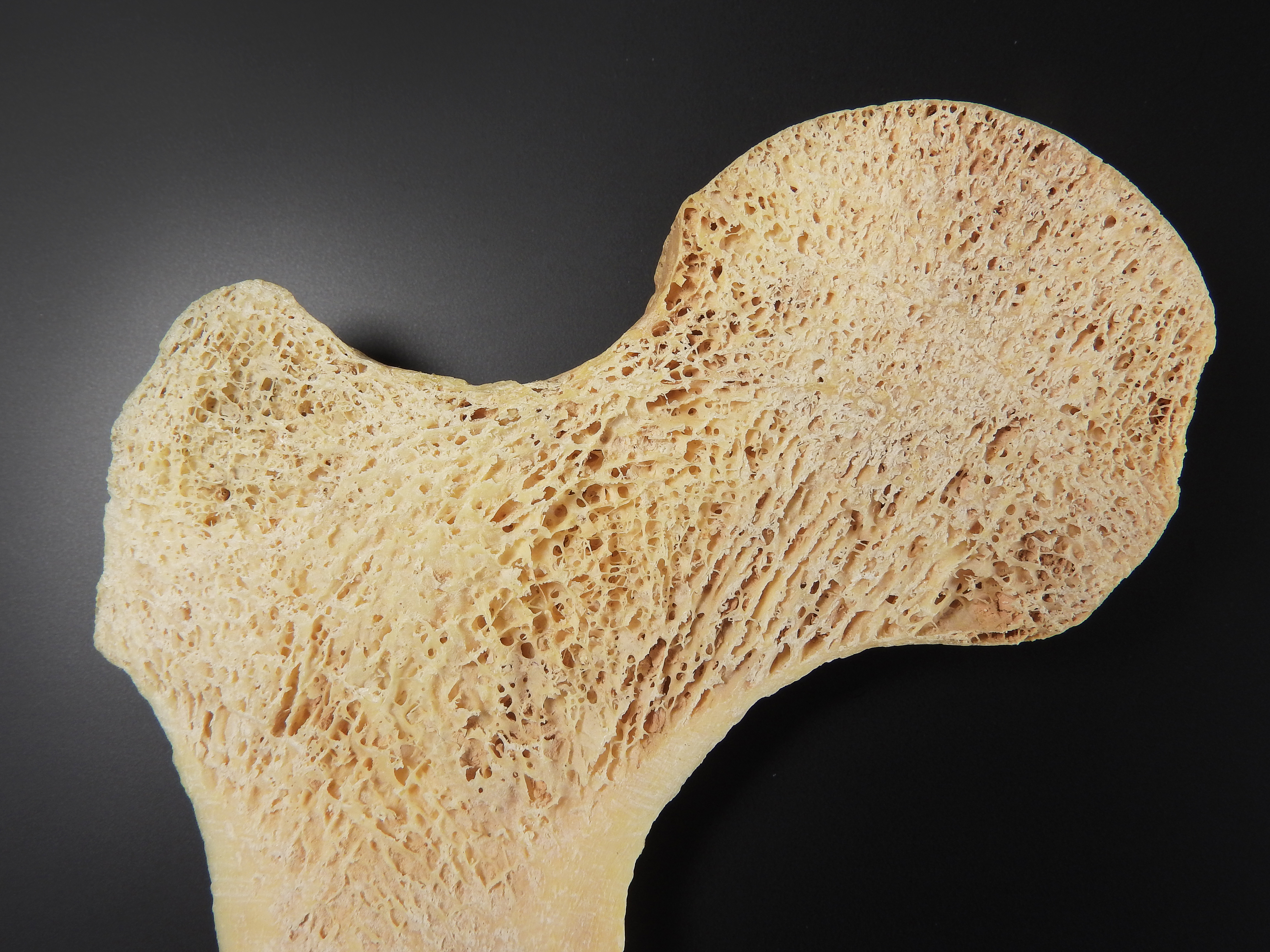
Les grues portuaires de la fin du XIXe siècle présentaient une analogie particulière avec la tête d'un fémur humain.

Culmann chercha durant toute sa carrière les causes d'optimalité structurelle de certaines formes. La réduction d'une surface en une ossature dont les membrures suivaient les lignes de forces lui donnèrent bien souvent la clef du problème. Le zoologiste anglais D'Arcy Thompson rapporte l'anecdote suivante :
Un ingénieur éminent, le professeur Culmann de Zurich, se trouva (en 1866) rendre visite à son collègue Meyer dans sa salle de dissection, où l'anatomiste envisageait la dissection d'un os. L'ingénieur, préoccupé par la conception d'une nouvelle grue de puissance, s'aperçut sur le champ que les  trabeculæ osseuses suivaient à peu de chose près les lignes de contraintes, c'est-à-dire les directions principales de traction et de compression dans une structure en charge ; bref, que la Nature renforçait l'os précisément selon l'intensité et les directions des forces exercées ; et l'on rapporte qu'il s'écria : « Voilà ma grue! »